# Згориград
Згорѝград е село в Северозападна България, област Враца, община Враца.

## География
Селото се намира на 3 – 4 km югозападно от град Враца, след прохода „Вратцата“. То е разположено по бреговете на река Лева (Въртешница) в затворена котловина във Врачанската планина. В класификатора ЕКАТТЕ за Згориград е посочена надморска височина от 300 до 499 m. Землището на селото се простира на площ от 28 467 декара на височина от 500 до 600 m над морското равнище. Днес селото има под 1500 жители и 700 къщи.
Високо над селото се извисяват скалните венци и върховете на Вратцата, Бабките, Тошина могила, Букувешки камък, Меднишки връх, Искри връх, Камена страга, Равнио камък, съставени от бели кредни варовици, които създават неповторима гледка. Селото е дало името на голяма тектонска гънка от пределите на Западна Стара планина – Згориградската антиклинала.

## История
Не е ясно кога точно е основано село Згориград, макар че археологически находки говорят за развито рударство отпреди римската епоха. Името му почти липсва в преведените османски регистри. Възможно е жителите му да са били зачислявани от османската администрация към жителите на Враца. Стари родове във Враца водят потеклото си от Згориград. Според местно предание село Згориград е било част от старо селище край крепостта Вратица (тракийска, антична, късноантична, средновековна) в прохода Вратцата. Името му може да се разчете като „Изгорял град(еж)“ или „Град(еж) зад планината“. Но всъщност името идва от тракийското население, вж в албански zgori, zguer – отвор, теснина.
Основен поминък на местното население още от дълбока древност е било рударството. В стара купчина медна шлака е намерена медна брадва копач, която не е била употребявана за работа. Тази брадва копач датира от втората половина на медно-каменната епоха, което ще рече четвъртото хилядолетие пр.н.е. В района на селото са намерени и бронзови брадви (датирани от края на бронзовата епоха) и каменни калъпи за тяхното отливане. В стари галерии на мина „Плакалница“ са намерени стари рударски железни инструменти и медни византийски монети с последна емисия от името на Исак II Ангел, византийски император (1185 – 1195).
Тези находки показват, че в околностите на Згориград е имало леярни. Ако се направи химичен анализ на намерените в Северозападна България оръдия от мед и бронз, вероятно ще се види, че произходът на много от тях ще сочи медните находища около с. Згориград.
Според проф. Димитър Йоцов, който се позовава на историци от XIX век като професорите Лежан и Рофщро, както и на Феликс Каниц, „цялата згориградска котловина с нейните твърде интересни топографски условия е била римски укрепен пункт със задачата да охранява прохода към София“. Друга историческа теория твърди, че римляните били привлечени от богатите медни руди в околностите на Згориград и подновили експлоатацията на старите тракийски рудници в района на Плакалница и Медна планина.
Постепенно в поречието на р. Лева около прохода Вратцата възникнало голямо рударско селище, чиито останки могат да се открият от местността Вратцата до южните части на землището на Згориград. От древността през Згориград са минавали някои от най-важните пътни артерии на траките и Римската империя. Първият, Враца – Згориград през Врачанския балкан, се спускал към с. Зверино, където през стария брод пресичал река Искър и при с. Елешница се вливал в пътя Етрополе – София. Вторият, по-западен и по-използван, е Враца – Згориград – с. Елисейна, откъдето продължавал към Софийското поле. Третият път Враца – Згориград – с. Осиково вървял западно от Искърския пролом и слизал при устието на река Пробойница.
На левия бряг на река Лева до Вратцата личат основите на църква, обградена от двоен зид. В скалите се виждат вдлъбнатини от някогашна чешма, хващала водите на буен извор. Църквата е датирана от X – XI век.
През време на османската власт в османските регистри за Згориград се споменава като място, където са живели известни родове на доганджии – хора, които са отглеждали, дресирали и доставяли ловни соколи на султанския двор.
За селото се споменава в лист от ръкописен апостол от XVI век: „Да се знае коги повезах аз грени Йован, коги повезах сий Апостол от село Згориград у Враца у горната махала, та беше поп Стоян, та плати Петоко Атанас/ов/ това лето брату.“
В началото на XVII век населението на Згориград се разделя на 2 групи по занятие. Притежателите на земеделска земя мигрират в покраищата на Врачанското поле, където имат възможността да работят както своя земя, така и земя на богати български и турски земевладелци. Другата половина от згориграждани в огромната си част са скотовъдци, чиито животни пасат през пролетта и лятото в т.нар. „совати“ по билото на Врачанската планина.
Част от згориграждани са използвали водата на р. Лева за изграждането на воденици („караджейки“). По цялото поречие на реката е имало над 30 воденици.
В края на XVIII век на сегашната територия на селото започват да се настаняват преселници от Оплетня, Очин дол и селата по поречието на реките Лескова и Лакатнишка.
През 1902 г. гръцкият предприемач Мавро Кордато, руски поданик, жител на Цариград, с 12 миньори – черногорци и италианци, започва работа в откупения от него район на рудник „Плакалница“, с което след дълго прекъсване се подновява рудодобивът. Това решително променя поминъка и начина на живот на жителите на Згориград. От земеделско-скотовъдно се превръща в рударско село и тази промяна пряко се отразява в бита на днешните му жители.
На 1 май 1966 г. се къса дигата на хвостохранилището (край южния край на селото) на предприятието Мини „Плакалница“, вследствие на което Згориград и югозападните квартали с центъра на Враца са залети от 450 000 m³ маса от вода, кал, камъни, дървета с отровни утайки от тежки метали и цианиди. Официално тогава се съобщава за 107 загинали, според по-късни оценки жертвите на наводнението са над 500, ранени са 2000 души, разрушени са над 150 къщи.

## Население
Преброяване на населението през 2011 г.
Брой и дял на етническите групи според преброяването на населението през 2011 г.:
|                     | Брой | Дял (в %) |
| Общо                | 1681 | 100,00    |
| Българи             | 1624 | 96,60     |
| Турци               | 0    | 0,00      |
| Цигани              | 0    | 0,00      |
| Други               | 3    | 0,17      |
| Не се самоопределят | 3    | 0,17      |
| Неотговорили        | 51   | 3,03      |

## Забележителности
Селото е изходен пункт за хижите „Пършевица“, „Леденика“, водопада (висок 63 m) при „Боров камък“ и екопътеките. От всички страни селото е обградено с иглолистни и широколистни гори, вследствие на което чистотата на въздуха е като тази в Сандански. Водоснабдяването е от собствени водоизточници по гравитачен път. Няма режим на водата, на какъвто дълги години е подложена съседната Враца.
Уникалният скален масив на прохода Вратцата с височина над 700 m и отвесната стена от 420 m (VI категория трудност) привличат много любители на алпинизма от страната и чужбина. Природен парк „Врачански Балкан“ е обявен за защитена територия в края на 1989 г., а от март 1997 г. е обявен за защитен обект с международно значение.
Територията на парка обхваща площ от 28 844,8 ha, от които 20 733,4 ha горски фонд и 8111,4 ha селскостопански фонд, което представлява голяма част от Врачанската планина и масива на Лакатнишките скали. В географско отношение Врачанската планина заема междинно място между Предбалкана и Главната старопланинска верига и се издига южно от град Враца и Врачанското поле. На юг за граница служи дълбоко врязания пролом на р. Искър. За западна граница е процепът Дружевска седловина. Планината има направление северозапад-югоизток.
По-голямата част от територията на парка е покрита с карбонатни скали от триаски и юрски варовици, характерен образец на карстификация. Мощността им е около 1300 m. В границите на Природен парк „Врачански Балкан“ се намират някои от най-интересните пещери и пропасти, които общо са над 500. По-известните са: Леденика, Темната дупка, Ръжишката (Сухата) пещера, Барките, Беляр, Змейова дупка, Хайдушката пропаст, Пукоя, Калната пропаст, Резньовете, Песопин (Цопин) камък, Соколската дупка.
На територията на Природен парк „Врачански Балкан“ са установени около 1050 вида висши растения, от които над 80 вида са с висока консервационна стойност. Те са разпределени в 37 формации и 124 асоциации и групи асоциации. Към тези асоциации (екосистеми) се отнасят 78 дървесни и храстови, и 36 тревисти.
С многообразието на релефа и растителността е свързано и съществуването на богата фауна. Установени са 214 вида гръбначни животни, като най-голям интерес от научна и консервационна гледна точка са групите на пещерната фауна (безгръбначни, прилепи) и дневните грабливи птици.
Резерват „Врачански карст“ обхваща площ от 1453,1 ха по северните, предимно скалисти склонове на Врачанската планина, в района на Базовски и Стрешерски дял. Резерватът е поставен под режим на строга защита с цел да бъде запазена от въздействието на човека част от карста на Западна Стара планина. Тук се срещат редките и застрашени: египетски лешояд, сокол-скитник, орел-змияр, безопашат мишелов, осем вида от представителите на прилепите и др. На територията на резервата са установени и значителен брой растителни видове с категория застрашен и рядък. Други природни забележителности и застрашени територии са: „Вратцата“ (най-високите отвесни варовикови скали на Балканския полуостров, а за тази надморска височина и в Европа); „Леденика“ (първата благоустроена пещера в България с първия описан пещерен обитател – Pheggomisetes bureshi); „Ритлите“; „Скакля“ (най-високият водопад в България – 141 m); „Лакатнишки скали“ (с най-богатата и най-добре проучена пещерна фауна в България) и др. Благоприятните географски и климатични условия на Врачанската планина и околните долини и котловини привлекли хората да се заселят тук още от най-дълбока древност. На територията на Природен парк „Врачански Балкан“ са останали много паметници на културата, свидетели на исторически събития и факти от живота на местните жители от минали времена. Обектите са най-разнообразни – исторически, архитектурни, археологически, художествени и етнографски със световно, национално и местно значение – църкви, манастири, музеи и исторически паметници.
На парковата територия има 3 хижи – „Пършевица“, „Околчица“ и „Леденика“ (стопанисвани от местното туристическо дружество) и частната хижа „Горски дом“. С изключение на хижа Околчица, която не работи, другите са в добро състояние и предлагат добри условия за развитие на туризма.